# Pactiún
Pactiún är en ort i Mexiko.   Den ligger i kommunen Tumbalá och delstaten Chiapas, i den sydöstra delen av landet, 800 km öster om huvudstaden Mexico City. Pactiún ligger 537 meter över havet och antalet invånare är 808.
Terrängen runt Pactiún är kuperad åt nordost, men åt sydväst är den bergig. Runt Pactiún är det ganska tätbefolkat, med 56 invånare per kvadratkilometer. Närmaste större samhälle är Yajalón, 15,2 km sydväst om Pactiún. I omgivningarna runt Pactiún växer i huvudsak städsegrön lövskog.